# 棚澤書店
棚澤書店（たなざわしょてん）は、東京都文京区本郷六丁目にある明治中期に建てられた木造の2階建ての古書・専門書の店舗。

## 概要
明治時代（1868年 - 1911年）の中期、洋品店舗として建築され、1923年（大正12年）に起きた関東大震災、その後の、第二次世界大戦や東京大空襲においても被害を受けなかった。当時の、東京大学周辺の商家の町並み景観を伝える建物で、歴史的建造物として国の登録有形文化財(建造物)に登録されている。

## 沿革
- 明治中期（年代不詳） - 現在の建築物が建てられる。
- 1905年（明治38年） - 埼玉県熊谷市より棚沢勝蔵上京、本郷の古書店「有終閣」にて修業。
- 1920年（大正9年） - 東大農学部前にて、独立して棚澤書店を開業。
- 1923年（大正12年） - 関東大震災において震災を免れる。
- 1926年（大正15年） - 棚沢孝一、埼玉県熊谷市にて7人兄弟の末弟として生まれる。
- 1931年（昭和6年） - 明治中期に建築された洋品店（現在の建物）を借り、棚澤書店の支店を開業。
- 1941年（昭和16年） - 強制疎開命令を受け、支店を本店とする。
- 1945年（昭和20年） -  3月の東京大空襲をはじめ東京は米軍の空爆にさらされるも、建物は戦災を免れる。
- 1948年（昭和23年） - 棚沢孝一、棚沢勝蔵の二女と結婚、二代目古書店棚澤書店の店主となる。
- 2002年（平成14年） - 建物が国の登録有形文化財に登録される[1]。

## 文化財
登録有形文化財（建造物）
棚澤書店
明治中期 建築：木造2階建、瓦葺、建築面積：29㎡。
登録年月日：2002年（平成14年）6月25日、種別：産業3次、登録基準：国土の歴史的景観に寄与しているもの。
棚沢孝一の店舗解説

## 交通アクセス
- 鉄道
  - 都営三田線 - 春日駅より徒歩10分。
  - 東京メトロ南北線 - 東大前駅より徒歩6分、東京メトロ丸ノ内線 - 本郷三丁目駅より徒歩10分。

## ギャラリー

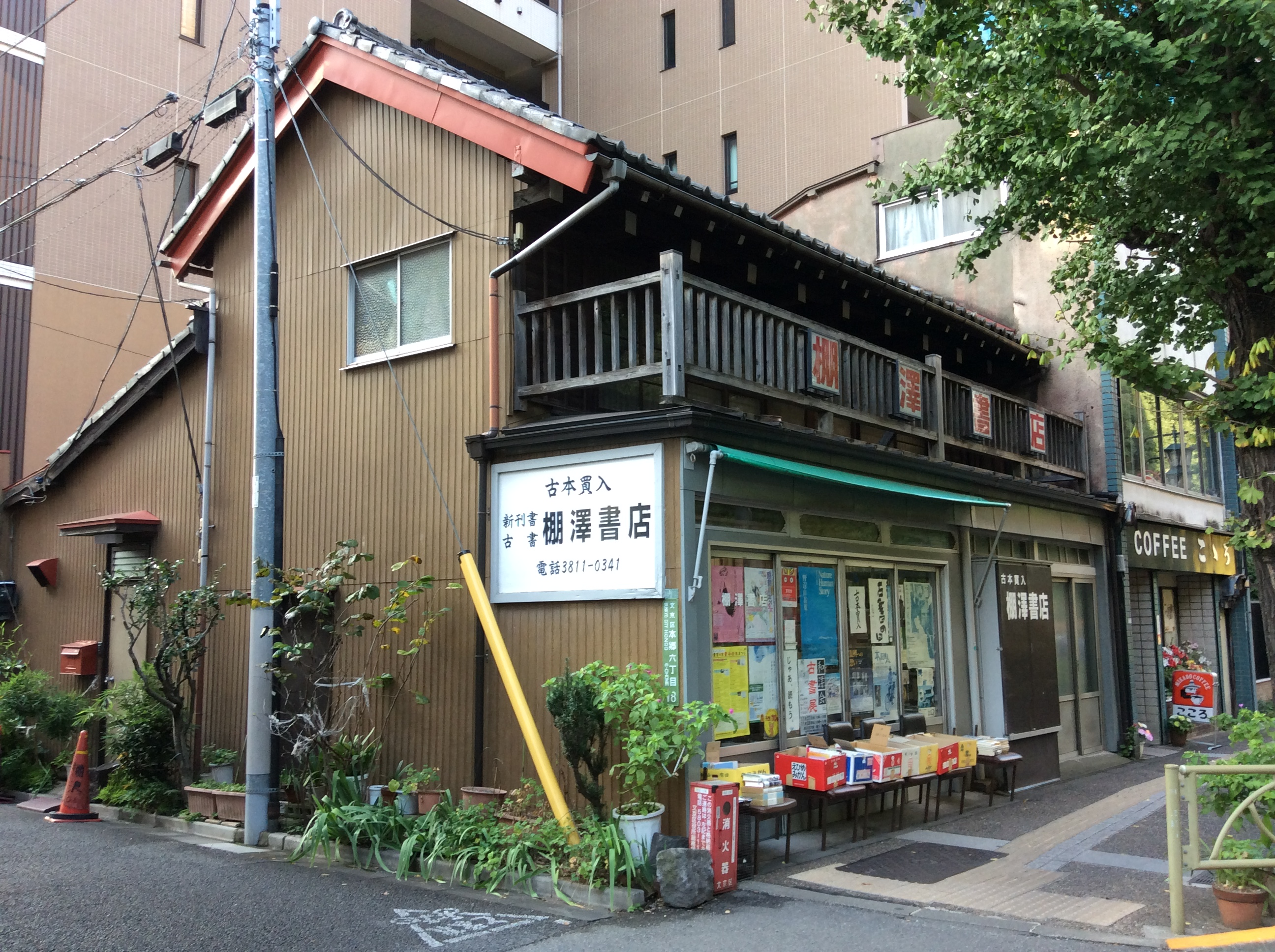
本郷通り南側から見た東側外観（2015年11月24日撮影）
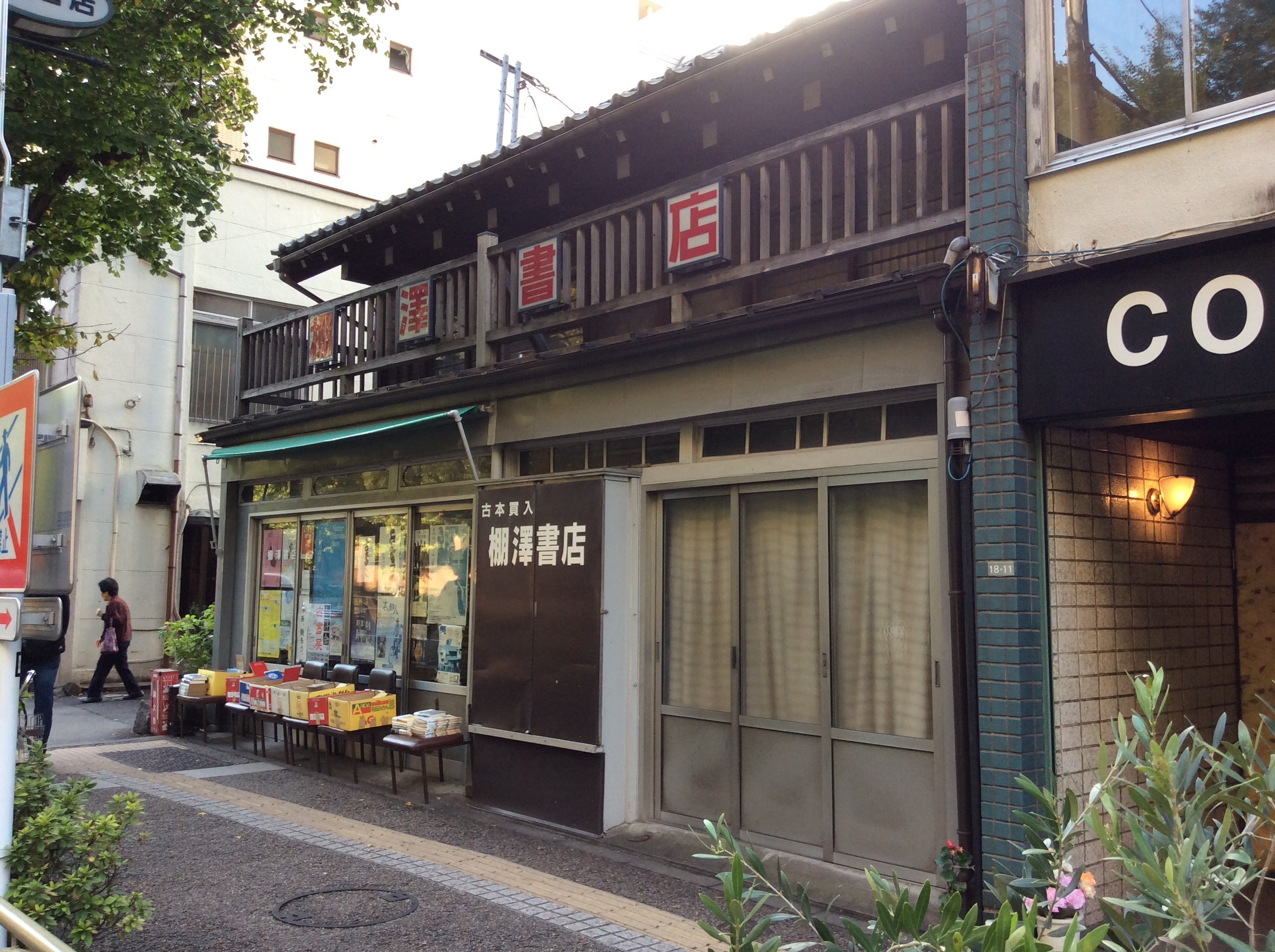
本郷通り北側から見た東側外観（2015年11月24日撮影）